# Ritchie Kitoko
Ritchie Kitoko (Kinsasa, Zaire; 11 de junio de 1988) es un futbolista congoleño nacionalizado belga. Juega de volante y su actual equipo es el Zakynthos de la Super League 2 de Grecia.

## Trayectoria
Empezó joven en el equipo belga del Standard de Lieja donde se le vieron maneras de futbolista prometedor. Al año siguiente llega al filial del Albacete Balompié en Tercera División donde logra con el tiempo hacerse titular en el primer equipo en Segunda y despunta en su última temporada. Ese verano es vendido al Udinese italiano por unos 2 millones de euros. 
En el mercado de invierno posterior es cedido al Granada CF, club de la Primera División, en el que se convirtió en una pieza importante, tras un inicio titubeante, para lograr el ansiado ascenso del club granadino a Segunda División, tras 22 años sin pisarla, siendo uno de los futbolistas más destacados.
Inició la temporada 2010/2011 en las filas del Granada CF y, tras apenas contabilizar minutos, es cedido al CD Tenerife para la temporada 2011/2012.
Durante la temporada 2012/2013 jugó en el Girona FC, donde apenas disfrutó de minutos y posteriormente en la temporada 2013/2014 lo hace en el Real Jaén en calidad de cedido, equipo con el que no consigue la permanencia en Segunda División.
Para la temporada 2014/2015 se compromete con el Asteras Tripolis de la Primera División de Grecia.

## Clubes
| Club              | País    | Temporada | Categoría        | Partidos | Goles |
| ----------------- | ------- | --------- | ---------------- | -------- | ----- |
| Standard de Lieja | Bélgica | 2004–2005 | S/D              | S/D      | S/D   |
| Standard de Lieja | Bélgica | 2005–2006 | S/D              | S/D      | S/D   |
| Albacete Balompié | España  | 2006–2007 | Tercera División | S/D      | S/D   |
| Albacete Balompié | España  | 2007–2008 | Segunda División | 1        | 0     |
| Albacete Balompié | España  | 2008–2009 | Segunda División | 33       | 2     |
| Udinese           | Italia  | 2009–2010 | Serie A          | 0        | 0     |
| Granada CF        | España  | 2019–2010 | Segunda B        | 13       | 0     |
| Girona CF         | España  | 2010–2011 | Segunda División | 4        | 0     |
| CD Tenerife       | España  | 2010–2011 | Segunda División | 17       | 0     |
| CD Tenerife       | España  | 2011–2012 | Segunda B        | 22       | 2     |
| Girona CF         | España  | 2012–2013 | Segunda División | 7        | 0     |
| Real Jaén CF      | España  | 2013–2014 | Segunda División | 34       | 0     |
| Asteras Tripolis  | Grecia  | 2014–2015 | Superliga        | 2        | 0     |
| Asteras Tripolis  | Grecia  | 2015–2016 | Superliga        | 7        | 0     |
| UCAM Murcia CF    | España  | 2016–2017 | Segunda División | 21       | 0     |
| UCAM Murcia CF    | España  | 2017–2018 | Segunda B        | 34       | 0     |
| Real Racing Club  | España  | 2018-     | Segunda B        | 0        | 0     |